# Austin Dickinson

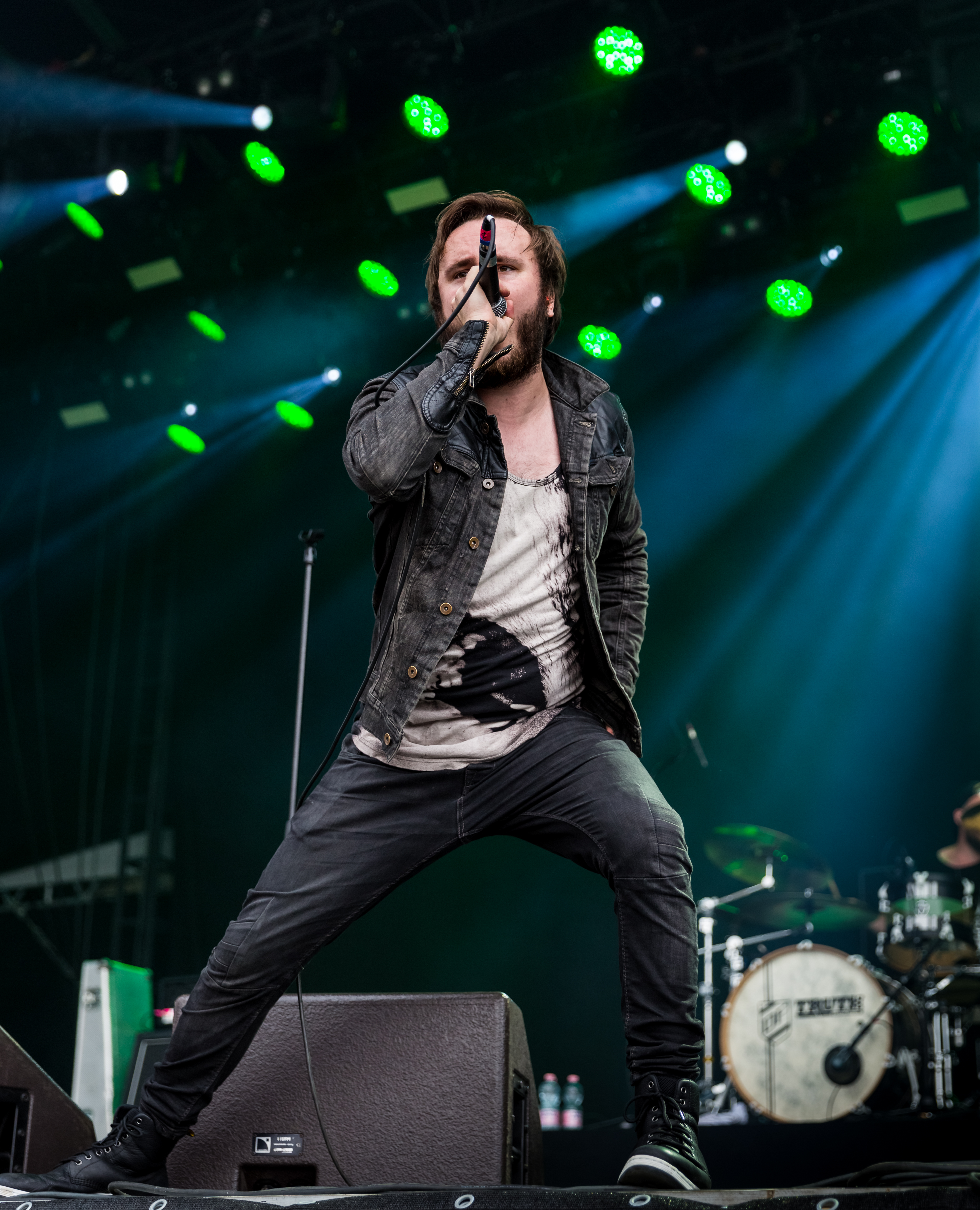
Austin Dickinson bei Rock am Ring, 2017.

Austin Dickinson (* 23. September 1990 in Chiswick, London, Vereinigtes Königreich) ist ein britischer Metal-Sänger.

## Leben
Austin Dickinson ist einer von zwei Söhnen des britischen Heavy-Metal-Musikers Bruce Dickinson, dem Sänger von Iron Maiden. Sein Bruder Griffin spielte in der Band Shvpes, die bei Spinefarm Records unter Vertrag standen.

## Karriere
Im Jahr 2007 wurde Dickinson Frontsänger der britischen Metalcore-Band Rise to Remain, mit der er zwei EPs im Eigenverlag und ein Album über EMI Records veröffentlichte und in den britischen Albumcharts einstieg. Die Band löste sich im Jahr 2015 auf, wobei noch am Tag der Trennung mit As Lions bereits die Nachfolge-Band ins Leben gerufen wurde.
In einem Interview im Loudwire erklärte Vater Bruce Dickinson, dass seine Söhne seinetwegen von der Musikgesellschaft kritisiert wurden, da sie es lediglich ihrem berühmten Vater zu verdanken haben, dass auch ihre Bands schnell zu Plattenverträgen bei großen Musikunternehmen gekommen seien. Dabei erklärte Dickinson, dass Austins Band, wie viele andere Gruppen auch, schnell bekannt geworden und implodiert sind, sodass ein neues Projekt gegründet werden musste.
As Lions erhielten bereits im Gründungsjahr einen Plattenvertrag bei Eleven Seven Music. Im Oktober 2016 erschien die Debüt-EP Aftermath, ein Jahr darauf folgte mit Selfish Age das Debütalbum.

## Diskografie

### Mit Rise to Remain
- 2008: Becoming One (EP, Eigenproduktion)
- 2010: Bridges Will Burn (EP, Eigenproduktion)
- 2011: City of Vultures (Album, EMI Records, Century Media)

### Mit As Lions
- 2016: Aftermath (EP, Eleven Seven Music)
- 2017: Selfish Age (Album, Eleven Seven Music)